# Madai Gyula
Madai Gyula, Maday (Hajdúhadház, 1881. június 7. – Debrecen, 1937. március 8.) költő, országgyűlési képviselő, főgimnáziumi tanár, író.

## Életpályája
Maday Pál és Veres Klára fiaként született. Középiskolai tanulmányait a Debreceni Református Főgimnáziumban végezte, majd a Budapesti Tudományegyetem Bölcsészettudományi Kar filozófiai karán szerzett tanári diplomát. 
1907-től a Budapesti Református Főgimnázium tanára lett, 1936-ban vonult nyugállományba. 1911–1912-ben külföldi tanulmányutat tett. 1923-tól haláláig a hajdúnánási kerület országgyűlési képviselője. Tagja és főtitkára volt a Petőfi Társaságnak. Egyik megalapítója a Tanárok Nevelőháza intézménynek; az Országos Középiskolai Tanáregyesület konzervatív szelletű elnöke, címzetes tankerületi főigazgató volt. Szerkesztette a Debreceni Gyorsírást, a Bethlen Gábor Kör emlékkönyvét és a Protestáns Szemlét. Mint költő a debreceni Bokréta csoport tagja volt Baja Mihály, Gyökössy Endre, Oláh Gábor társaságában. Halálát agyvérzés okozta.
Felesége Markovich (Markovits) Sarolta volt. Gyermekeik: Madai Gyula és Madai Éva.

## Főbb munkái
- A hajdúk beszéde (tanulmányok, Budapest, 1909)
- A költői nyelv és Csokonai (Budapest, 1910)
- Egy év külföldön (Budapest, 1917)
- Gondolatok szárnyán (versek, Budapest, 1922)
- Magyar feltámadás (politikai elmefuttatások, Budapest, 1925)
- A Bizáky ház (színmű, Debrecen, 1925)

## Díjai, elismerései
1910-ben a Magyar tenger című ódájáért a Magyar Tudományos Akadémia Bulyovszky-díját kapta.